# Nerophilus californicus
Nerophilus californicus is een schietmot uit de familie Odontoceridae. De soort komt voor in het Nearctisch gebied.